# Newstead (Nueva York)
Newstead es un pueblo ubicado en el condado de Erie en el estado estadounidense de Nueva York. En el año 2000 tenía una población de 8.404 habitantes y una densidad poblacional de 63.7 personas por km².

## Geografía
Newstead se encuentra ubicado en las coordenadas 43°00′49″N 78°30′54″O / 43.01361, -78.51500.

## Demografía
Según la Oficina del Censo en 2000 los ingresos medios por hogar en la localidad eran de $40,580, y los ingresos medios por familia eran $50,255. Los hombres tenían unos ingresos medios de $34,306 frente a los $24,011 para las mujeres. La renta per cápita para la localidad era de $18,447. Alrededor del 4.2% de la población estaban por debajo del umbral de pobreza.